# Palazzo Tresca
Palazzo Tresca è un edificio civile che si trova nel cuore del centro moderno di Barletta, in Puglia.
È la casa natale di Nino Frank.

## Storia e descrizione
Il palazzo è una valida testimonianza di architettura ottocentesca ancora intatta, costruito tra il 1885 e il 1889 sulla via che da Barletta conduce a Canosa di Puglia.
Rimase un palazzo anonimo fino a quando non fu abitato da Giacomo Frank, immigrato svizzero, padre del ben più famoso Nino Frank, intellettuale italo-francese, che nacque e visse la sua infanzia nella città pugliese.
Il palazzo in tempi recenti è saltato agli onori della cronaca per una sua possibile demolizione, avversata dalla cittadinanza di Barletta.
Per via della sua collocazione e architettura, è vincolato dall'ottobre 2019, grazie a un decreto del Ministero della Cultura